# Julien Taurines
 (juin 2013).
Si vous disposez d'ouvrages ou d'articles de référence ou si vous connaissez des sites web de qualité traitant du thème abordé ici, merci de compléter l'article en donnant les références utiles à sa vérifiabilité et en les liant à la section « Notes et références ».
Pour les articles homonymes, voir Taurines.
Julien Taurines, né le 23 juillet 1978 à Montpellier, est un judoka français handisport. Il a pratiqué le judo au Judo Kwai Frontignan en catégorie B1 (déficient visuel) et dans la catégorie des plus de 100 kilogrammes. Il prend sa retraite sportive en 2016.

## Biographie
Julien Taurines est atteint de rétinite pigmentaire, une maladie génétique dégénérescente qui entraîne une perte importante de la vision. Apparue à l'âge de 10 ans, cette maladie ne l'empêche pas de poursuivre ses études et de faire du sport.
Après avoir pratiqué le Torball, il se met au judo en 1999 avec un objectif : faire les Jeux paralympiques. Trois ans après ses débuts, il devient champion de France en 2002 et participe aux Jeux paralympiques d'été de 2004 à Athènes. Il gagne  de nombreuses médailles nationales et mondiales les années suivantes et  obtient une médaille de bronze aux Jeux paralympiques d'été de 2008 à Pékin.
En 2014, il fait l'objet d'un reportage de L'Équipe dans lequel Teddy Riner le rencontre et se met dans la peau d'un judoka atteint de déficience visuelle.
Julien Taurines vit à Frontignan où il occupe le poste d'agent d'accueil de communication à la mairie.

## Club[6]
- Judo Kwai Frontignan (handisport)
- Jita Kyoei Judo 34 (valide)

## Palmarès[7]

### Jeux paralympiques
2012 : Participation aux Jeux paralympiques d’été à Londres (Royaume-Uni)
2008 :  Médaille de bronze en individuel (+100 kg) à Pékin (Chine)
2004 : Participation aux Jeux paralympiques d'été à Athènes (Grèce)

### Championnats du monde
2011 :  Médaille de bronze par équipe à Antalya (Turquie)
2006 :  Médaille de bronze en individuel à Brommat (France)
2006 :  Médaille d'argent par équipe à Brommat (France)
2002 :  Médaille de bronze en individuel à Rome (Italie)
2002 :  Médaille d'argent par équipe à Rome (Italie)

### Championnats d’Europe
2013 :  Médaille de bronze en individuel à Eger (Hongrie)
2011 :  Médaille d’argent en individuel à Crowley (Angleterre)
2011 :  Médaille de bronze par équipe à Crowley (Angleterre)
2007 :  Médaille d’argent en individuel à Bakou (Azerbaïdjan)
2005 :  Médaille d'argent en individuel à Rotterdam (Pays-Bas)
2005 :  Médaille d'or par équipe à Rotterdam (Pays-Bas)

### Championnats de France
2014 :  Champion de France
2012 :  Champion de France
2010 :  Champion de France
2009 :  Champion de France
2008 :  Champion de France
2007 :  Champion de France
2006 :  Champion de France
2005 :  Champion de France
2004 :  Champion de France
2003 :  Champion de France
2002 :  Champion de France

## Publications
- Dans les yeux de Julien Taurines[8]